# Saisons 11 et 12 de Columbo
Chronologie
Saison 10 Saison 13
Les saisons 11 et 12 de la série télévisée Columbo comportent trois épisodes diffusés de décembre 1991 à novembre 1992. Il s'agit de la numérotation des saisons adoptée lors de la sortie en DVD. En réalité, seuls les 2 premiers épisodes constituent la saison 11. Le troisième, quant à lui, constitue à lui seul la saison 12.

## Saison 11

### Épisode 1:Meurtre au champagne
- États-Unis : ABC, 15 décembre 1991
- France : TF1, 8 octobre 1993

Vincent McEveety
- Durée : 92 minutes

- Rip Torn (Leon Lamarr)  (VF : Roger Carel)
- Jamie Rose (Nancy Brower) (VF : Catherine Lafond)
- Gary Kroeger (en) (Freddy Brower) (VF : Guy Chapellier)
- Betsy Palmer (Martha Lamarr) (VF : Régine Blaess)
- Warren Berlinger (Dét. Jack Stroller) (VF : Roger Lumont)
- Antony Ponzini (en)(Gregory Lopiccolo) (VF : Jean Roche)
- Penny Santon (Momma)
- Marilyn Tokuda (en) (Judy)
- Britt Lind (sv) (Trish) (VF : Anneliese Fromont)

- C'est un témoin très inhabituel, un chimpanzé nommé "Petit Jo", qui aidera le lieutenant à coincer l'assassin. La méthode utilisée pour confondre le coupable est à rapprocher avec celle de l'épisode Plein Cadre.
- Dans la version française, il y a une petite erreur sur le prix de la voiture (Ferrari 308 GTB) que Freddy avait commandée. Très clairement, elle coûte 175 000 dollars. Or, lors de la visite de Columbo chez Freddy à l'occasion d'une veillée entre amis, il dit que la voiture coûte 75 000 dollars.
- Au cours de cette réunion les invités chantent la célèbre chanson Where Have All the Flowers Gone?. Celle-ci fut reprise en français par Marlene Dietrich sous le titre Où vont les fleurs sur un texte de René Rouzaud et Francis Lemarque.
- Columbo révèle durant cet épisode qu'il s'apprête à fêter ses 25 ans de mariage avec son épouse.
- C'est l'un des rares épisodes où l'on entend Columbo discuter en italien avec la mère d'un ami du défunt.
- Roger Carel qui double Hercule Poirot depuis deux ans glisse une allusion aux « petites cellules grises » au début de l’épisode. Le titre français de celui-ci est d'ailleurs une allusion au roman policier d'Agatha Christie, publié en 1945, Meurtre au champagne.

### Épisode 2:À chacun son heure
- États-Unis : ABC, 15 mars 1992
- France : TF1, 25 février 1994

Alan J. Levi (en)
- Durée : 98 minutes

- Joanna Going (Melissa Alexandra Hayes) (VF : Séverine Morisot)
- Thomas Calabro (Detective Andy Parma) (VF : Michel Mella)
- Dan Butler (Sergent Goodman) (VF : Yves-Marie Maurin)
- Doug Savant (Détective Dennis Mulrooney) (VF : Jérôme Rebbot)
- Daniel McDonald (Rudolph Arnold Strassa) (VF : Guy Chapellier) le psychopathe
- Daniel Davis (Alex Varrick) (VF : Michel Paulin)
- Lance Legault (le capitaine de la police) (VF : Bernard Woringer)
- Juliet Mills (Eileen Hacker) (VF : Lily Baron)
- David Byrd (Bailey) (VF : Serge Lhorca)
- Donald Moffat (Sheldon Hayes) (VF : Jacques Ciron)
- Stack Pierce (en) (Loren Jefferson) (VF : Jean Roche)

- Le scénario, tiré du roman N'épousez pas un flic de l'auteur Ed McBain, est celui d'un thriller avec une course contre la montre dont l'ambiance est totalement étrangère aux habitudes de la série, comme ce sera le cas pour l'épisode Columbo change de peau. Pour ajouter au suspense, Columbo ne se change pas et reste en smoking. De même, il ne se rase pas.
- C'est le seul épisode de Columbo qui ne traite pas d'un homicide, où Columbo dégaine son arme de service, où le coupable n'est pas connu dès le début de l'épisode et où il meurt à la fin.
- On apprend un peu plus sur la famille de Columbo.
- Dans cet épisode Columbo ne fume pas.
- Au moment du tournage, Donald Moffat était un acteur très connu, notamment pour son rôle de Rem dans la série L'Âge de Cristal.
- Cet épisode, très différent des épisodes habituels, dérouta le public américain, et fut un échec d'audience. C'est sans doute la raison pour laquelle les épisodes suivants reviennent aux habitudes de la série.
- Il existe une incohérence apparente sur l’heure de la cérémonie prévue par Strassa, en fait des événements imprévus obligent le psychopathe à modifier son programme : lorsque Melissa demande à son ravisseur jusqu'à quand celui-ci compte la garder, il répond dans cette pièce ? Longtemps, jusqu'à 3 h cet après midi, ensuite nous célébreront notre mariage à 15 h 45, ma mère s’est mariée à 15 h 45 Mélissa où est t-elle ? -elle a été égorgée, elle est au ciel elle nous attend le ravisseur envisage de tuer Melissa lors de la cérémonie comme son père a tué sa mère. Retour à 4 h 45 du matin chez les parents de Melissa à la recherche de l’intrus dans les photos de mariage. A nouveau chez Strassa, Mélissa essaye de s’échapper, se retrouve dans la chambre nuptiale et est surprise par le psychopathe qui est rentré plus tôt du travail. Il dit tu as tout gâché, il va falloir remettre la cérémonie à plus tard (En VO on entendrait We'll have to bring the ceremony forward selon les sous-titres en anglais[1]. Mais les sous titres en français varient. En version HD on lit il va falloir reporter la cérémonie et en version standard il va falloir avancer la cérémonie ce qui est conforme à la VO et à la chronologie des événements mais contraire au doublage en français. Larousse : Faire qu'un événement ait lieu avant le moment prévu : Avancer son départ de huit jours.[2]). Dans la voiture qui se dirige vers l’appartement de la séquestration Columbo précise ça fait déjà douze heures qu’on est sur l’affaire. Après le dénouement, Columbo demande quelle heure est-il ? 12 h 37. La cérémonie du simulacre de mariage a commencé peu avant le dénouement, donc bien avant 15 h 45.
- Un nombre important d’abat-jours et un lampadaire sont vus dans cet épisode. Ils génèrent un cône de lumière qui dessine une hyperbole sur le ou les murs. De même, lorsque des spots lumineux au plafond éclairent des tableaux. Au générique de fin un abat-jour est au premier plan et semble tenir la vedette devant les acteurs.
- À la fin de l’épisode la chambre, la couverture du lit, les mannequins, les habits, l’abat-jour, les accessoires et la table de nuit sont entièrement blancs. Quelques rares éléments sont colorés, le sol, deux tableaux, deux petits meubles, la vitre noire de la fenêtre qui fait croire que c'est la nuit, les fleurs dans la main du mannequin représentant la mariée.
- En France, il est à noter qu'il s'agit du seul épisode de la série à porter la mention "Déconseillé aux moins de 10 ans".

## Saison 12

### Épisode 1:Un seul suffira
- États-Unis : ABC, 22 novembre 1992
- France : TF1, 17 novembre 1994

Vincent McEveety
- Durée : 90 minutes

- Tyne Daly (Dolorès McKane) (VF : Mireille Abadie)
- Greg Evigan (Harold McKane) (VF : Guy Chapelier)
- Frank McRae (Sergent Robertson)  (VF : Henry Djanik)
- Don S. Davis (Bertie Solkovitz)
- Leon Singer (Fernando)
- Michael Gregory (Mr. Hacker) (VF : Jean Roche)
- Steve Forrest (Big Fred) (VF : Jacques Deschamps)

- Après l'échec de l'épisode À chacun son heure, Peter Falk revient à l’esprit original de la série, en demandant à Jackson Gillis, scénariste des meilleurs épisodes des saisons 1 et 2, de fournir une histoire originale
- C'est le seul épisode où Columbo est lui-même témoin en direct d'un meurtre, même si la victime n'était pas celle visée initialement.
- Le titre original fait référence à l'expression anglaise "a bird in the hand is worth two in the bush" que l'on traduit en français par "un tiens vaut mieux que deux tu l'auras".
- Pour une fois, le sergent est une femme, Nancy Duran (Joanna Sanchez).
- Dans cet épisode, Columbo fume son cigare en visionnant le replay de l'explosion de la voiture. Il tire dessus avec nervosité.